# Колмиков Роман Юрійович
Рома́н Ю́рійович Колмико́в — солдат Збройних сил України, що загинув у ході російського вторгнення в Україну у 2022 році.

## Життєпис
Народився у Вороновиці на Вінниччині. Разом з родиною проживав у Вінниці. Мати — Вікторія Колмикова.
Навчався в загальноосвітній школі № 32 (тепер комунальний заклад «Вінницький ліцей № 32»). Займався спортом, грав у дитячій футбольній команді «Нива».
Здобував освіту у Вінницькому національному технічному університеті, спеціальність — менеджмент. Захоплювався історією, спортивними єдиноборствами.
Роман зробив свідомий вибір стати в обороні України: з вересня 2020 року служив у Маріуполі на Донеччині, навідник зенітного артилерійського відділення ОЗСП «Азов».
16 березня 2022 року в Маріуполі під час вуличних боїв виконував бойове завдання й зазнав поранення, несумісного з життям. За документами, загинув 14 березня, але мама розмовляла з Романом 15 березня. У серпні 2022 року вона їздила до Бучі на упізнання — туди, де був рефрижератор з тілами. Потім відбулася процедура встановлення ДНК.
Похований 14 жовтня 2022 року на Алеї Слави Сабарівського кладовища у Вінниці.

## Нагороди
- Орден «За мужність» III ступеня (2022, посмертно) — за особисту мужність і самовіддані дії, виявлені у захисті державного суверенітету та територіальної цілісності України, вірність військовій присязі, зразкове виконання службового обов'язку.

## Вшанування пам'яті
Біографічну статтю про Романа Колмикова вміщено в меморіальному виданні «Янголи Маріуполя» (Вінниця, 2025).